# Kenshichi Yokoyama
Kenshichi Yokoyama (横山堅七?, Yokoyama Kenshichi; 22 settembre 1916 – ...) è stato un cestista giapponese.

## Carriera
Con il Giappone ha partecipato alle Olimpiadi del 1936.